# Андреєвське відбиття

Андреєвське відбиття
Електрон (червоний) налітає на границю між нормальним металом (N) і надпровідником (S), породжує куперівську пару у надпровіднику і повертає назад у нормальний метал дірку (зелена). Вертикальні стрілки позначають спіни частинок.

Андре́євське відбиття́ — процес специфічного відбиття носіїв заряду (електронів і дірок) у металі, що перебуває в нормальному стані (N), від границі з надпровідником (S). При цьому відбуватися зміна знаків ефективної маси і заряду носіїв: електрон перетворюється в дірку, а дірка — в електрон. При цьому електрон «підхоплює» інший електрон з антипаралельним імпульсом і утворює куперівську пару у надпровіднику. На відміну від класичного закону дзеркального відбиття (рівність кутів падіння та відбивання), при андреєвському відбитті носій заряду рухається точно назад. Явище назване на ім'я Олександра Федоровича Андрєєва, який теоретично передбачив такий тип відбиття у 1964 році.